# ناندو (لاعب كرة قدم)
ناندو (بالبرتغالية: Nando Pinho‏) هو لاعب كرة قدم برازيلي، ولد في 3 يوليو 1966 في البرازيل. لعب مع نادي إنترناسيونال ونادي بانغو أتلتيكو ونادي فلامنغو ونادي هامبورغ.

## وصلات خارجية
- ناندو (لاعب كرة قدم) على موقع قاعدة بيانات كرة القدم.إي يو (الإنجليزية)
- ناندو (لاعب كرة قدم) على موقع بيانات كرة القدم. دي إي (الألمانية)
- ناندو (لاعب كرة قدم) على موقع عالم كرة القدم.نت (الإنجليزية)